# Alionycteris paucidentata
Alionycteris paucidentata är en däggdjursart som beskrevs av Dieter Kock 1969. Alionycteris paucidentata är ensam i släktet Alionycteris som ingår i familjen flyghundar. Inga underarter finns listade.

## Utbredning
Denna flyghund förekommer på Mindanao i södra Filippinerna.

## Beskrivning
Alionycteris paucidentata är en påfallande liten fladdermus som har en kroppslängd (huvud och bål) av 6,5 till 7 cm och saknar yttre svans. Underarmarnas längd som bestämmer djurets vingspann är 4,5 till 5 cm och vikten varierar mellan 14 och 18 gram. Nosen är delad i två cylindrar som är skilda åt i spetsen. Pälsen har en mörkbrun till svart färg och på buken har pälsen flera täckhår som är dubbelt så långa som den omgivande underullen. Även benen är täckta med hår men öronen är nakna. Arten skiljer sig främst i detaljer av tändernas konstruktion från andra flyghundar. Tandformeln är I 1/1 C 1/1 P 3/3 M 1/2, alltså 26 tänder.

## Ekologi
Arten vistas i bergstrakter som ligger 1500 till 2250 meter över havet. Habitatet utgörs av bergsskogar, framför allt fuktiga molnskogar.
På grund av tanduppsättningen och andra detaljer i kraniet antar man att djuret endast äter mjuk vegetabilisk föda. Annars är inget känt om levnadssättet. Under studier iakttogs arten tillsammans med Haplonycteris fischeri.
Alla honor inom en koloni föder sina ungar ungefär samtidig. Per år förekommer en kull med en unge. I april och maj dokumenterades dräktiga honor.

## Bevarandestatus
IUCN kategoriserar arten globalt som livskraftig, och populationen är stabil. Eftersom arten lever i bergsskog, är den inte särskilt hotad av skogsavverkning. Man efterlyser dock mer forskning om djurets levnadsförhållanden, och tidigare (1996) listades arten som sårbar (VU).